# Pertain
Pertain là một xã ở tỉnh Somme, vùng Hauts-de-France, Pháp.

## Địa lý
Thị trấn này tọa lạc trên đường D142, khoảng 27 dặm Anh về phía đông nam của Amiens, in the về phía đông của quận Santerre.

## Dân số
| 1962                                                           | 1968 | 1975 | 1982 | 1990 | 1999 |
| -------------------------------------------------------------- | ---- | ---- | ---- | ---- | ---- |
| 362                                                            | 374  | 325  | 332  | 314  | 318  |
| Số liệu điều tra dân số từ năm 1962, dân số không tính hai lần |      |      |      |      |      |

## Địa điểm nổi bật
- Nhà thờ hiện đại Saint Rémy
- Đài tưởng niệm chiến tranh